# 克里斯·班戈
克里斯多夫·愛德華·班戈（英語：Christopher Edward "Chris" Bangle，1956年10月14日—）乃美國籍汽車設計師，曾為德國BMW集團設計總監，負責BMW、Mini、勞斯萊斯汽車等車款的設計，現為中國小米汽車之設計顧問。

## 生平
1956年10月14日出生於美國俄亥俄州拉溫納，隨後舉家搬遷至威斯康辛州華沙，並於當地度過孩提時期。他曾考慮成為衛理公會牧師，在威斯康辛大學麥迪遜分校陸續攻讀科學學士、工業設計碩士後，進入加州帕薩迪納藝術中心設計學院（Art Center College of Design）就讀。
1981年班戈進入德國歐寶汽車公司就業，他首度參與的企劃案乃概念車歐寶Junior的內裝設計。1985年他跳槽至義大利飛雅特汽車公司，並擔任飛雅特Coupé的首席設計師。1992年10月1日他成為BMW汽車第一位美國籍設計總監，在該公司接下的第一個案子則是概念車BMW Z9。班戈主導該公司整個產品線的設計：1系列（E81 / E82 / E87 / E88）、3系列（E90 / E91 / E92 / E93）、5系列（E60 / E61）、6系列（E63 / E64）、7系列（E65 / E66）、BMW X5（E53）等，此外尚包括一輛2008年6月10日發表的織物材料概念車「BMW GINA」。
2009年2月3日班戈宣布辭去BMW集團設計總監一職，並將退出汽車產業；其職務改由荷蘭籍的阿德里安·范·霍伊東克（Adrian van Hooydonk）接手。2011年7月與韓國三星電子簽署了2年的設計合同，負責設計手機與筆記型電腦；2013年7月則再度續約2年。2023年3月28日小米集團董事長雷軍宣布其加入小米汽車設計顧問團隊，該公司於2024年3月28日正式發售的首款純電動車小米SU7即由班戈操刀設計。

### 設計風格與哲學
班戈接受雜誌專訪時曾說過：「傳說曾有一位藝術家愛上了自己的雕塑作品，並給予一個吻將其救活；這就是我的工作：給車子生命。」在他的作品中最為人矚目的，自然當屬原廠代號E65/E66的第四代BMW 7系列。當時外界普遍認為7系列的外型已是一個經典，但是班戈覺得BMW如果故步自封，很容易被對手擺脫；於是他大刀闊斧改造第四代7系列的外型和內裝：大幅擴充的車身、奇特線條的行李廂蓋（車迷謔稱為「班戈屁股〔Bangle butt〕」）、美式風味的內裝、功能複雜的iDrive系統等。這款車問世後毀譽參半，給予噓聲喝倒采的車迷在網路上發起罷黜班戈的抗議活動，美國《時代雜誌》亦將之評選為「史上50部最糟糕的車款」之一。可是事實勝於雄辯，E65在2002、2003兩年的銷售成績比2001年成長60%，甚至成為史上最暢銷的7系列車款。班戈成功地讓第四代7系列超越主要對手賓士S級，成為此級距的先行者。
另一個備受爭議的作品是原廠代號E60/E61的第五代BMW 5系列，該車款的外觀風格銳利、具攻擊性，尤其是特別上挑的鷹眼頭燈加了燈眉後更顯霸氣。為了振興6系列雙門轎跑車，在BMW經營高層的支持下，2003年推出含有「班戈屁股」的第二代6系列（原廠代號E63/E64）。但是這個設計仍招來舊款E24車主的抨擊，美國《人車誌汽車雜誌》（Car and Driver Magazine）則評論說：「它更明確地定義了『班戈屁股』，也許是汽車業界最嫌惡的臀部」。概念跑車BMW GINA是班戈在BMW集團的最後一個作品，這款車以織物材料構成，表現出強烈的肌肉稜線。關於2024年3月發表的小米SU7，其外型設計因酷似保時捷車型也引發爭議，但小米汽車首席設計師李田原與班戈皆否認這一點。

## 外部連結
- U-CAR專題報導：聚焦生命力─前BMW集團設計總監Chris Bangle獨家專訪 （页面存档备份，存于）
- （英文）Car and Driver: What I'd Do Differently: Chris Bangle （页面存档备份，存于）